# (2845) Franklinken
(2845) Franklinken est un astéroïde de la ceinture principale.

## Description
(2845) Franklinken est un astéroïde de la ceinture principale. Il fut découvert le 26 juillet 1981 à la station Anderson Mesa par Edward L. G. Bowell. Il présente une orbite caractérisée par un demi-grand axe de 2,26 UA, une excentricité de 0,16 et une inclinaison de 6,0° par rapport à l'écliptique.

## Compléments